# Gmina Brookfield (hrabstwo Trumbull)
Gmina Brookfield (ang. Brookfield Township) – gmina w Stanach Zjednoczonych, w stanie Ohio, w hrabstwie Trumbull. W 2020 roku liczyła 8447 mieszkańców.